# Roddy Zambrano
Roddy Zambrano (Manabí, 1978. február 3. –) ecuadori nemzetközi labdarúgó-játékvezető. Polgári foglalkozása: vendéglátó hely tulajdonosa, szakács.

## Pályafutása
Játékvezetésből 2007-ben vizsgázott. Az FEF Játékvezető Bizottságának (JB)  minősítésével a Serie B, majd 2010-től a Serie A játékvezetője. Küldési gyakorlat szerint rendszeres 4. bírói szolgálatot is végez. Serie A mérkőzéseinek száma: 143 (2010. július 31.–2016. május 21. )
| Időpont          | Helyszín                               | Mérkőzés típusa          | Mérkőzés                              | Eredmény | Nézők száma |
| ---------------- | -------------------------------------- | ------------------------ | ------------------------------------- | -------- | ----------- |
| 2010. július 31. | Etho Vega Stadion, Santo Domingo       | első Serie A mérkőzése   | Club Deportivo Espoli–Deportivo Quito | 2 – 3    | 1602        |
| 2016. május 21.  | Deportiva Universitaria Stadion, Quito | utolsó Serie A mérkőzése | LDU Quito–Sociedad Deportiva Aucas    | 2 – 0    |             |

Az Ecuadori labdarúgó-szövetség JB terjesztette fel nemzetközi játékvezetőnek, a Nemzetközi Labdarúgó-szövetség (FIFA) 2012-től tartja nyilván bírói keretében. A FIFA JB központi nyelvei közül a spanyolt, és az angolt beszéli. A COMNEBOL/FIFA JB besorolás szerint 3. kategóriás bíró. Több nemzetek közötti válogatott (Labdarúgó-világbajnokság, Copa América), valamint Copa Libertadores és Copa Sudamericana klubmérkőzést vezetett, vagy működő társának 4. bíróként segített. Válogatott mérkőzéseinek száma: 4 (2015. október 8.–2016. június 14.)
A 2015-ös U20-as labdarúgó-világbajnokságon a FIFA JB bíróként alkalmazta.
| Időpont         | Helyszín                      | Mérkőzés típusa              | Mérkőzés             | Eredmény | Nézők száma |
| --------------- | ----------------------------- | ---------------------------- | -------------------- | -------- | ----------- |
| 2015. június 2. | Forsyth Barr Stadion, Dunedin | csoportmérkőzés (D. csoport) | Szerbia–Mali         | 2 – 0    | 4012        |
| 2015. június 7. | Yarrow Stadion, New Plymouth  | csoportmérkőzés (E. csoport) | Magyarország–Nigéria | 0 – 2    | 3184        |

A 2018-as labdarúgó-világbajnokságon a FIFA JB játékvezetőként alkalmazta. Selejtező mérkőzéseket a COMNEBOL zónában irányított. 
2016-ban a FIFA JB bejelentette, hogy a 2018-as labdarúgó-világbajnokság lehetséges játékvezetői közé jelölte.
| Időpont           | Helyszín                            | Mérkőzés típusa                 | Mérkőzés       | Eredmény | Nézők száma |
| ----------------- | ----------------------------------- | ------------------------------- | -------------- | -------- | ----------- |
| 2015. október 8.  | Estadio Nacional de Chile, Santiago | (2018 vb) előselejtező (1. kör) | Chile–Brazília | 2 – 0    | 42 000      |
| 2016. március 29. | Estadio Centenario, Montevideo      | (2018 vb) előselejtező (6. kör) | Uruguay–Peru   | 1 – 0    | 55 000      |

A COMNEBOL JB küldésére vezette a Copa América találkozókat.
| Időpont          | Helyszín                              | Mérkőzés típusa              | Mérkőzés                             | Eredmény | Nézők száma |
| ---------------- | ------------------------------------- | ---------------------------- | ------------------------------------ | -------- | ----------- |
| 2016. június 7.  | Soldier Field, Chicago                | csoportmérkőzés (A. csoport) | Amerikai Egyesült Államok–Costa Rica | 4 – 0    | 39 642      |
| 2016. június 14. | Lincoln Financial Field, Philadelphia | csoportmérkőzés(D. csoport)  | Chilei labdarúgó-válogatott–Panama   | 4 – 2    | 27 260      |

A 2016. évi nyári olimpiai játékokra a FIFA JB bírói szolgálatra jelölte.
| Időpont             | Helyszín                                        | Mérkőzés típusa              | Mérkőzés                     | Eredmény | Nézők száma |
| ------------------- | ----------------------------------------------- | ---------------------------- | ---------------------------- | -------- | ----------- |
| 2016. augusztus 7.  | Estádio Olímpico João Havelange, Rio de Janeiro | csoportmérkőzés (D. csoport) | Honduras–Portugália          | 1 – 2    | 32 928      |
| 2016. augusztus 10. | Thani bin Jassim Stadion, São Paulo             | csoportmérkőzés (A. csoport) | Dél-afrikai Köztársaság–Irak | 1 – 1    | 37 742      |